# 安德斯·约翰松 (射击运动员)
安德斯·约翰松（瑞典語：Anders Johnsson，1890年11月14日—1952年7月7日），瑞典男子射击运动员。他曾代表瑞典参加1920年夏季奥林匹克运动会射击比赛，获得男子团体50米手枪银牌。